# Pitkäjärvi (sjö i Kumo, Satakunta)
Pitkäjärvi är en sjö i Finland. Den ligger i kommunen Kumo i landskapet Satakunta, i den sydvästra delen av landet, 180 km nordväst om huvudstaden Helsingfors. Pitkäjärvi ligger 55 meter över havet. Arean är 20,2 hektar och strandlinjen är 3,38 kilometer lång. Sjön  ingår i Kumo älvs huvudavrinningsområde.   I omgivningarna runt Pitkäjärvi växer i huvudsak barrskog.